# Голубая луна (фильм)
«Голубая луна» (англ. Blue Moon) — американская биографическая драма режиссёра Ричарда Линклейтера по сценарию Роберта Каплоу. Сюжет фильма посвещён последним годам жизни поэта-песенника Лоренца Харта. Главные роли в фильме исполнили Итан Хоук, Маргарет Куолли, Бобби Каннавале и Эндрю Скотт.
Премьера картины состоялась на 75-м Берлинском кинофестивале 18 февраля 2025 года.

## Сюжет
Сюжет фильма посвещён последним годам жизни поэта-песенника Лоренца Харта. Название фильма является отсылкой к песне 1934 года, написанной Ричардом Роджерсом и Лоренцем Хартом, фильм рассказывает о том, как Харт пытается сохранить лицо, празднуя успех своего бывшего партнера Роджерса в ночь премьеры на Бродвее его мюзикла «Оклахома!» .
Американский дуэт авторов песен, известный своим вкладом в развитие музыкального театра, Роджерс и Харт сотрудничали с 1919 по начало 1940-х годов, причем Роджерс выступал в качестве композитора, а Харт — в качестве автора текстов. За время совместной работы они создали 28 мюзиклов и написали более 500 песен.

## В ролях
- Итан Хоук — Лоренц Харт
- Эндрю Скотт — Ричард Роджерс
- Маргарет Куолли — Элизабет Вейланд
- Бобби Каннавале — Эдди
- Джона Лис — Морти «Наклз» Рифкин
- Саймон Дилейни — Оскар Хаммерстайн II
- Киллиан Салливан — Стивен Сондхайм
- Патрик Кеннеди — Э. Б. Уайт
- Джон Доран — Уиджи

## Производство и премьера
В июне 2024 года появилась информация о биографической ленте о поэте-песеннике Лоренце Харте. Автором сценария стал Роберт Каплоу, Ричард Линклейтер стал режиссёром. Позже в том же месяце к актёрскому составу присоединились Итан Хоук, Маргарет Куолли, Бобби Каннавале и Эндрю Скотт, кинокомпания Sony Pictures Classics сообщила о приобретении прав на кинопрокат по всему миру и участии в проекте в качестве софинансиста. Производством фильма занимаются кинокомпании Sony Pictures Classics, Detour Filmproduction и Renovo Media Group в сотрудничестве с Wild Atlantic Pictures, Under the Influence и Cinetic Media. Основные съёмки начались в начале июля 2024 года в Дублине и завершились в сентябре.
Премьера картины состоялась на 75-м Берлинском кинофестивале 18 февраля 2025 года.